# アメリカンケネルクラブ
アメリカンケネルクラブ（英語：American Kennel Club、略称：AKC）は、1884年に米国で設立されたケネルクラブで、全純粋犬種の犬籍管理などを統括している愛犬家団体。公式の愛犬家団体としては、世界で2番目に古い（最古は英国のザ・ケネルクラブ）。ザ・ケネルクラブ同様に、毎年、世界的に有名なドッグショーの運営開催を行っている。